# Estádio Aluizio Videira
Estádio Aluizio Videira – stadion piłkarski w Mazagão, Amapá, Brazylia, na którym swoje mecze rozgrywa klub Mazagão Atlético Clube.